# Aeugst am Albis
Aeugst am Albis é uma comuna da Suíça, no Cantão Zurique, com cerca de 1.598 habitantes. Estende-se por uma área de 7,87 km², de densidade populacional de 203 hab/km². Confina com as seguintes comunas: Affoltern am Albis, Hausen am Albis, Langnau am Albis, Mettmenstetten, Rifferswil, Stallikon.
A língua oficial nesta comuna é o Alemão.